# Játrová zavářka
Játrová zavářka se používá zejména do hovězích nebo drůbežích vývarů. Polévka s játrovou zavářkou by měla být čirá, nažloutlé barvy (podle druhu a množství použitého masa), charakteristické vůně a chuti, zejména po játrové vložce. Vložka, ať již je ve formě noků, knedlíčků nebo drobné rýže musí být na skusu křehká, nikoli však rozvařená. Doporučuje se užívat hovězí játra, neboť jsou aromatičtější než vepřová.

## Suroviny
- játra hovězí nebo vepřová
- žemle, veka nebo rohlík
- cibule
- česnek
- sůl
- pepř, majoránka, petrželová nať
- strouhanka
- hladká mouka
- dle chuti lze přidat zeleninu z vývaru

## Výrobní postup
Játra se rozemelou s cibulí a česnekem, popř. se zeleninou z polévky. Poté se přidá navlhčená houska, vejce, hladká mouka a koření. Vše se dobře smíchá a dle potřeby se zahustí strouhankou. Játrová rýže se zavařuje z řidšího těsta přes cedník s velkými otvory přímo do polévky, knedlíčky se tvarují z hustšího těsta lžící nebo rukama namočenýma v chladné vodě. Pro polévku pro slavnostnější okamžiky se do těsta nepřidává žemli,mouka ani strouhanka. Polévka se musí ihned podávat, neboť by se zavářka mohla ohříváním zcela rozvařit.